# Todd White
Todd White (* 21. Mai 1975 in Kanata, Ontario) ist ein ehemaliger kanadischer Eishockeyspieler, der im Verlauf seiner aktiven Karriere zwischen 1993 und 2011 unter anderem 696 Spiele für die Chicago Blackhawks, Philadelphia Flyers, Ottawa Senators, Minnesota Wild, Atlanta Thrashers und New York Rangers in der National Hockey League auf der Position des Centers bestritten hat.

## Karriere
Der 1,78 m große Center spielte während seiner Collegezeit für das Team der Clarkson University in der ECAC Hockey, einer Liga im Spielbetrieb der National Collegiate Athletic Association und wurde schließlich 1997 als Free Agent von den Chicago Blackhawks verpflichtet. Neben sieben NHL-Einsätzen wurde der Linksschütze zunächst bei den Indianapolis Ice, einem Farmteam in der International Hockey League, eingesetzt. Nach 42 Spielen in der National Hockey League wurde White schließlich im Jahr 2000 zu den Philadelphia Flyers transferiert. Auch hier konnte sich der Kanadier nicht durchsetzen, sodass er zum Saisonende als Free Agent von den Ottawa Senators unter Vertrag genommen wurde. In der kanadischen Hauptstadt wurde der Angreifer bis zum Lockout in der Saison 2004/05 zum Stammspieler. 
Nach dem Lockout, während dessen er ein Spiel für den schwedischen Erstligisten Södertälje SK absolviert hatte, wurde White von den Minnesota Wild verpflichtet. Ab der Saison 2007/08 spielte er für die Atlanta Thrashers. Am 1. August 2010 wurde er im Austausch gegen Patrick Rissmiller und Donald Brashear an die New York Rangers abgegeben. Nach der Saison 2010/11 bekam er keinen neuen Vertrag bei den Rangers und beendete daraufhin seine Karriere als Aktiver.

## Erfolge und Auszeichnungen
| - 1996 ECAC Second All-Star Team - 1996 NCAA East Second All-American Team - 1997 ECAC First All-Star Team - 1997 ECAC Player of the Year | - 1997 NCAA East First All-American Team - 1998 Garry F. Longman Memorial Trophy - 2002 NHL-Spieler des Monats Dezember |

## Karrierestatistik
(Legende zur Spielerstatistik: Sp oder GP = absolvierte Spiele; T oder G = erzielte Tore; V oder A = erzielte Assists; Pkt oder Pts = erzielte Scorerpunkte; SM oder PIM = erhaltene Strafminuten; +/− = Plus/Minus-Bilanz; PP = erzielte Überzahltore; SH = erzielte Unterzahltore; GW = erzielte Siegtore; 1 Play-downs/Relegation; Kursiv: Statistik nicht vollständig)